# Distrikt Conima
Der Distrikt Conima liegt in der Provinz Moho in der Region Puno in Südost-Peru. Der Distrikt wurde am 2. Mai 1854 gegründet. Er besitzt eine Fläche von 67,1 km². Beim Zensus 2017 wurden 3289 Einwohner gezählt. Im Jahr 1993 betrug die Einwohnerzahl 5024, im Jahr 2007 3517. Sitz der Distriktverwaltung ist die 3860 m hoch gelegene Ortschaft Conima mit 921 Einwohnern (Stand 2017). Conima befindet sich 12,5 km südöstlich der Provinzhauptstadt Moho.

## Geographische Lage
Der Distrikt Conima befindet sich im Südosten der Provinz Moho am Nordostufer des Titicacasees. Zum Distrikt gehören die Inseln Isla Suasi und Isla Soto. Die 43 ha große Insel Isla Suasi liegt in Ufernähe, während Isla Soto 9 km vom Festland entfernt ist. Isla Soto hat eine Fläche von etwa 2,6 km². Der Distrikt umfasst ferner die Halbinsel Huata sowie Teile der weiter östlich gelegenen Bucht Bahia Mililaya.
Der Distrikt Conima grenzt im Nordwesten und im Norden an den Distrikt Moho sowie im Osten an den Distrikt Tilali.

## Ortschaften
Im Distrikt gibt es neben dem Hauptort folgende größere Ortschaften:
- Kakani (225 Einwohner)